# Women's Wear Daily
Women's Wear Daily (noto anche come WWD) è una rivista commerciale dell'industria della moda, fondata a New York da Edmund Fairchild il 13 luglio 1910.
È stata così autorevole da meritarsi l'appellativo di "Bibbia della moda". Si occupa prevalentemente dei cambiamenti di tendenza e di notizie nel settore della moda per uomo e donna.

## Storia editoriale
WWD è stata la pubblicazione di punta di Fairchild Media, di proprietà di Penske Media Corporation. È diventata digitale a partire dal 2017. Edith Rosenbaum Russell è stata la prima corrispondente parigina di Women's Wear Daily. La rivista ha avuto un ruolo importante per far conoscere la moda italiana negli Stati Uniti, talché la fashion editor e corrispondente da Roma Alice Perkins venne premiata nel 1954 dagli stilisti Emilio Schuberth, Vincenzo Ferdinandi e Sorelle Fontana, durante la manifestazione Alta Moda a Castel Sant'Angelo per il suo ruolo di ambasciatrice della moda italiana negli USA.
Nel 1999, la Fairchild Publications è stata venduta dalla Walt Disney Company alla Advance Publications, la società madre di Condé Nast Publications. Di conseguenza, Fairchild Publications divenne un'unità di Condé Nast, sebbene WWD fosse tecnicamente gestita separatamente dalle pubblicazioni di consumo di Condé Nast come Vogue e Glamour.
Nel novembre 2010, WWD ha celebrato il suo 100º anniversario al Cipriani di New York, con ospiti alcuni dei maggiori esperti del settore della moda, tra i quali i designer Ralph Lauren, Alber Elbaz, Marc Jacobs e Michael Kors.
Il 19 agosto 2014, Conde Nast ha venduto Women's Wear Daily a Penske Media Corporation. L'acquisto da parte di PMC comprendeva le pubblicazioni gemelle delle riviste ancillari WWD Footwear News, Menswear, M Magazine e Beauty Inc., nonché il business degli eventi di Fairchild per un prezzo di vendita vicino ai 100 milioni di dollari.